# Glyphostoma gabbii
Glyphostoma gabbii é uma espécie de gastrópode do gênero Glyphostoma, pertencente à família Clathurellidae.